# Alexandra Chaves
Alexandra Chaves (Canadá, 9 de mayo de 2001) es una actriz y bailarina canadiense.

## Biografía
Alexandra nació en Canadá el 9 de mayo de 2001. Empezó a muy temprana edad a participar en competiciones de baile, ganando bastantes de ellas. Unos años después fue diagnosticada con arritmia cardíaca, por lo que tuvo que dejar un tiempo el mundo del baile. Entonces decide dedicarse a la actuación, y consigue un papel secundario en la serie web BeingGirl. Después de un año el médico le dijo que podía volver a bailar. consigue el papel principal en la temporada 4 de la serie The Next Step, interpretando a Piper, la hermana pequeña del protagonista principal James (Trevor Tordjman).
she is an amazing dancer.

## Filmografía

### Televisión
- The Next Step (2016-2025) - Piper[4]